# Thégra
Thégra är en kommun i departementet Lot i regionen Occitanien i södra Frankrike. Kommunen ligger i kantonen Gramat som tillhör arrondissementet Gourdon. År 2022 hade Thégra 488 invånare.

## Befolkningsutveckling
Antalet invånare i kommunen Thégra
| Referens: INSEE |